# Манаенко, Яков Иванович
Яков Иванович Манаенко (14 октября 1912 год, село Медведское, Благодарненский уезд, Ставропольская губерния — 23 августа 1990 года, посёлок Притеречный, Моздокский район, Северная Осетия) — свинарь совхоза «Терек» Моздокского района, Северо-Осетинская АССР. Герой Социалистического Труда (1966).

## Биография
Родился в 1912 году в крестьянской семье в селе Медведское Ставропольской губернии. Окончил начальную школу в родном селе. С 1929 года трудился в сельскохозяйственном кооперативе (позднее — колхоз «Пролетарская воля» Ставропольского края). В 1937 году окончил ветеринарные курсы, трудился в этом же колхозе. Участвовал в Великой Отечественной войне. Воевал артиллеристом на Западном и 4-м Украинском фронтах. В ноябре 1943 года в окрестностях Белой Церкви получил серьёзное ранение. После излечения в госпитале демобилизовался и возвратился в родное село, где продолжил трудиться в колхозе «Пролетарская воля».
В 1946 году переехал в село Калиновка Предгорненского района Грозненской области (территория упразднённой в марте 1944 года Чечено-Ингушской АССР). Трудился в колхозе «Предгорный» Грозненской области. В 1958 году после восстановления Чечено-Ингушской АССР переехал в Моздокский район Северной Осетии, где стал работать в свиноводческом совхозе «Терек».
Трудился свинарём во втором отделении совхоза. Приняв на откорм 300 голов свиней, довёл показатели до 400 голов и через некоторое время — до 450 голов. В 1963—1965 годах откармливал около 500 голов свиней. Средний вес каждой свиньи при сдаче на мясокомбинат в эти годы составил 95 килограмм.
В 1965 году участвовал во внедрении в производство механизированной системы откорма свиней, в результате чего в 1966 году совместно со свинарём Виктором Колесниковым откормил 8400 голов свиней общим весом 7728 центнеров. Указом Президиума Верховного Совета СССР от 22 марта 1966 года «за достигнутые успехи в развитии животноводства, увеличении производства и заготовок мяса и другой продукции» удостоен звания Героя Социалистического Труда с вручением ордена Ленина и золотой медали «Серп и Молот».
В 1972 году вышел на пенсию. В 1977 году продолжил трудовую деятельность до своей кончины на ферме второго отделения совхоза «Терек». Скончался в 1990 году. Похоронен на кладбище посёлка Притеречный Моздокского района.
Награды
- Герой Социалистического Труда
- Орден Ленина
- Орден Октябрьской Революции (08.04.1971)
- Орден Отечественной войны 2 степени (11.03.1985)